# Littoraria angulifera
El caracol de manglar (Littoraria angulifera) es un caracol que pertenece a la clase Gasterópoda de moluscos. Esta clase constituye la clase más extensa de moluscos. Presentan una cabeza, un pie musculoso ventral y una concha dorsal (no todos). Los gasterópodos incluyen organismos como los caracoles  (terrestres y marinos), las babosas y las liebres de mar, entre otros.

## Clasificación y descripción

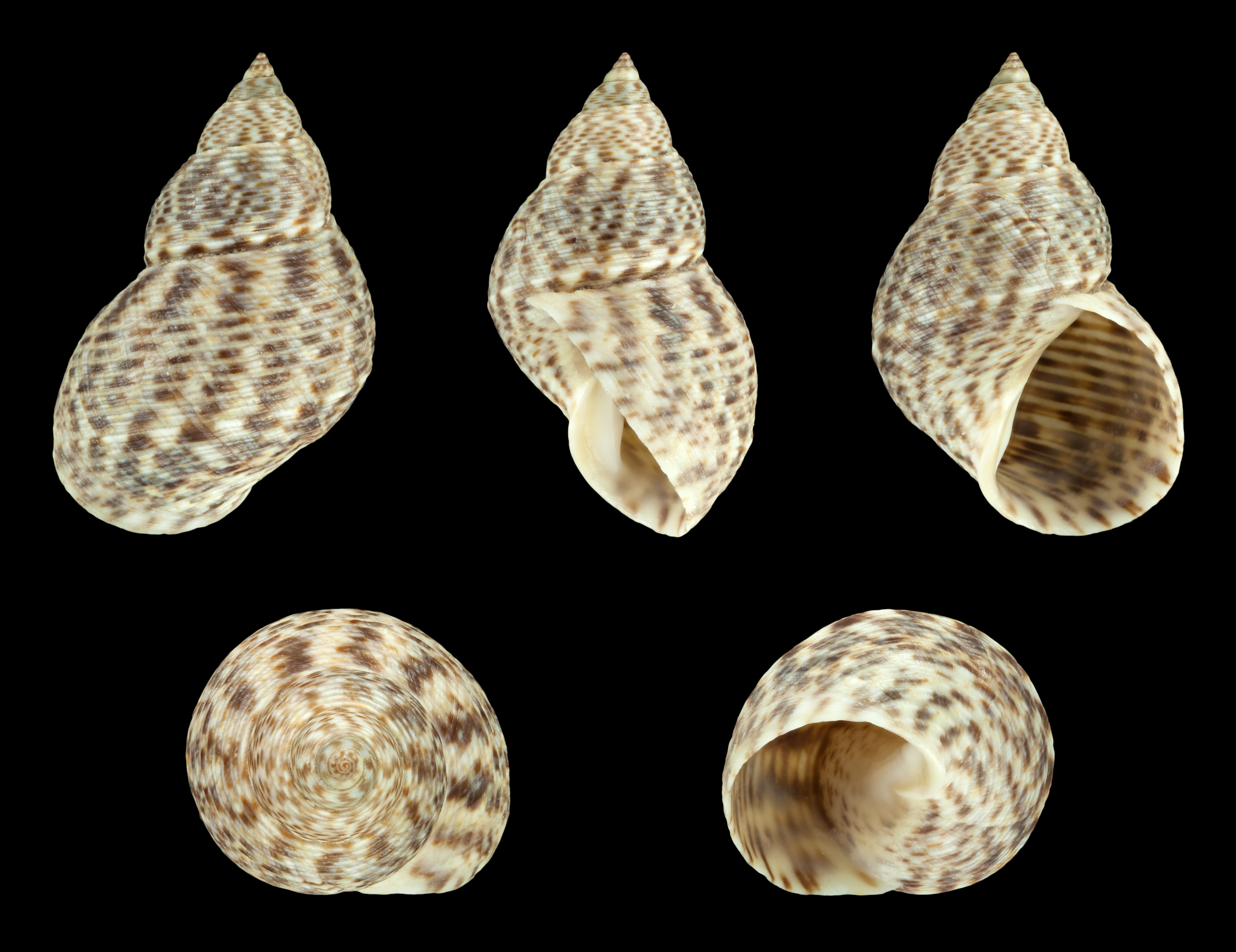

L. angulifera es un molusco perteneciente a la clase Gastropoda; orden Littorinimorpha; familia Littorinidae. Su tamaño es entre 25 y 30 m, concha delgada pero fuerte, de colores variables, blanco-amarillento o anaranjado a rojo, con manchas onduladas y gruesas, en posición vertical u oblicuas, café obscuro. Columela púrpura pálido con bordes blancos. Opérculo café pálido.

## Distribución
Este organismo se puede encontrar desde el sur de las costas de Florida; el Golfo de México (desde Tamaulipas, Veracruz, hasta Yucatán); Las Antillas; hasta las bermudas. Habita en aguas a nivel intermareal y en aguas salobres sobre troncos y raíces de mangle.

## Ecología
El caracol de manglar se alimenta principalmente de algas pequeñas, esponjas y detritos que remueve con su rádula del substrato.
Las larvas de este caracol se desarrollan en la cavidad del manto hasta llegar a la larva veliger, al llegar a esta etapa son expulsadas en el agua, usualmente cuando hay mareas altas siguiendo un ciclo lunar. Esta característica es ejemplar del subgénero Littorinopsis ya que algunos autores concuerdan en que es una adaptación a la vida supralitoral en el sustrato vertical de los manglares. Cuando las larvas están listas los caracoles migran hacia la parte baja del sustrato (cuando hay marea alta) para liberar a las larvas, esto reduce sustancialmente el tiempo que tienen los depredadores para alimentarse de ellas. 
El platelminto Crassicutis cichlasome infecta a L. angulifera como su primer y segundo huésped intermediario. Estudios a peces de varios sitios de la península de Yucatán demostraron que los cíclidos Cichlasoma urophthalmus y C. meeki son huéspedes de C. cichlasomae.